# Rectoria (Montmeló)
La Rectoria és una casa modernista de Montmeló (Vallès Oriental) protegida com a Bé Cultural d'Interès Local.

## Descripció
Edifici aïllat de planta rectangular. Consta de planta baixa i golfes. La coberta de teula àrab és a dues vessants amb el carener perpendicular a la façana principal. La cornisa està feta amb tres filades de totxo disposades esglaonadament. Les façanes estan pintades de blanc i dividides per registres. Una filada de totxo separa el sòcol de la resta de la façana. Una sanefa de rajoles emmarcada entre tres filades esglaonades de totxo separa la planta baixa de les golfes.
Els buits són de llinda plana menys l'accés principal que és d'arc rebaixat. Tots tenen a la part superior dels brancals a la manera d'imposta una sanefa igual que la que separa la planta baixa de les golfes. Al damunt de les llindes hi ha unes motllures disposades com un timpà d'arc apuntat. Els arcs externs són de totxo de diferents dimensions i disposició. Els arcs interns són motllures de guix esglaonades. L'espai central està recobert de trencadís de ceràmica de color blanc i blau marí. Les finestres tenen els ampits inclinats i recoberts de rajoles de ceràmica verda. Totes les de la plant baixa tenen una reixa de ferro forjat pintada de color platejat.
A la façana principal, hi ha una doble escala de dos trams que acondueix al replà de davant de la porta principal. La decoració d'aquesta obertura és igual a la resta, només cal assenyalar que el trencadís porta l'anagrama de Jesucrist (JHS). A les golfes, hi ha un buit tripartit amb dos pilars fets de totxo, el central és el més gran. El capcer d'aquesta façana i la posterior està coronat per un plafó de forma rectangular rematat amb una motllura de totxo. L'edifici té dos portals més, un a la façana est que dona a un pati interior que comunica amb l'església, i l'altre, a la façana posterior que dona a l'antic centre parroquial.

## Història
L'any 1924 es va començar la construcció de la nova rectoria, en l'època de mossèn Josep M. Martí Esteve. Els plànols els va dibuixar un tècnic de la fàbrica Cucurny, Ramon Casanelles i l'edifici el va construir el mestre d'obres Miquel Molins. La rectoria es va inaugurar i beneir el 13 de maig de 1928.